# 上市黒川遺跡群
座標: 北緯36度42分53秒 東経137度24分09秒 / 北緯36.71472度 東経137.40250度
上市黒川遺跡群（かみいちくろかわいせきぐん）は、富山県中新川郡上市町黒川にある、平安時代から鎌倉時代にかけての遺跡群である。2006年（平成18年）1月26日に国の史跡に指定された。指定名称は「上市黒川遺跡群 円念寺山経塚 黒川上山墓跡 伝真興寺跡」である。

## 遺跡の性格
上市黒川遺跡群として国の史跡に指定されているのは、円念寺山経塚（えんねんじやまきょうづか）、黒川上山墓跡（くろかわうえやまはかあと）、伝真興寺跡（でん しんごうじあと）の3か所である。各遺跡は、古来霊峰として信仰の対象となっている剱岳のふもとの丘陵上に位置し、中世前期（12 - 13世紀）に最盛期を迎えた経塚（仏教経典を弥勒仏が出現する未来の世に伝えるために埋納した遺跡）、墓地および山岳寺院の跡である。これらの遺跡は剱岳への信仰を基盤として、互いに関連をもちつつ成立したものであるが、中世後期（14 - 16世紀）には衰退し、17世紀以降はほとんど宗教活動の跡がみられない。これらの遺跡は、近世以降の剱岳信仰とは異なる形の、中世における信仰の実態を伝えるものとして貴重である。

## 遺跡の立地と成立時期
円念寺山経塚、黒川上山墓跡、伝真興寺跡の3つの遺跡は、上市川の支流・郷川が山間部から平野部に流れる扇状地の扇頂付近に位置する。この地では縄文時代中期以降、各時代の遺跡が確認され、平安時代初期の9世紀には黒川上山墓跡の東地区に墳丘墓が築かれ、真興寺の前身寺院が建立されているが、最盛期を迎えるのは中世前期の12 - 13世紀である。この時期には、郷川流域に堀江荘という荘園が成立しており、上市黒川遺跡群の盛衰は堀江壮の動向と強く関係しているとみられる。
3つの遺跡はいずれも富山県中新川郡上市町黒川にあり、2006年1月26日付けで「上市黒川遺跡群」の名称で一括して国の史跡に指定された。各遺跡の史跡指定面積は以下のとおりである。
- 円念寺山経塚 - 上市町黒川字舟ノ谷 3,778.96平方メートル
- 黒川上山墓跡 - 上市町黒川字上山・牛屋 5,576.29平方メートル
- 伝真興寺跡 - 上市町黒川字花岡谷 1,416.00平方メートル
- （3遺跡の計は10,771.25平方メートル）

## 円念寺山経塚
郷川の支流・片地谷川と村下川に挟まれた、東西方向に伸びる細い尾根上の中位段丘面に位置する。郷川川床からの比高は45ないし50メートルである。幅3メートル、長さ40メートルの細い尾根に24基の石槨が確認されている（未確認のものを含めればさらに多い）。経容器にはおもに珠洲焼の壺が用いられ、他に青白磁の皿や小壺、銅鏡、短刀などが出土している。1 - 1号石槨からは密教法具である独鈷杵（とっこしょ）と仏事の際に鳴らす銅磬が出土した。珠洲壺の年代から、この経塚群は、12世紀後半の20ないし30年間の間に集中的に営まれたとみられる。

## 黒川上山墓跡
郷川右岸の低位段丘面、同川の川床からの比高25ないし30メートルの東西方向の尾根上に位置する。西地区と東地区に分かれ、前者が遺跡の主要部である。西地区の墓群は、12世紀後半から造営が開始され、14世紀頃に一時中断をはさんで、15世紀初頃まで造営が続いた。埋葬施設は67基が確認されている（未確認のものを含めればさらに多い）。８割が火葬墓で、蔵骨器には珠洲壺が使用されている。墓の形式は墳丘墓を主体として、集石墓や塔墓（五輪塔などを標識に立てるのみで、墳丘や石組を伴わないもの）もある。いっぽう、東地区には西地区より時代のさかのぼる9 - 10世紀に位置づけられる墳丘墓や建物跡（僧房）が確認されている。

## 伝真興寺跡
郷川右岸、花岡谷の谷頭の平坦面に位置する、9世紀に草創され、17世紀に廃絶したとみられる寺院跡。真言宗子島流の開祖・真興が開いた寺の跡と伝える。五間堂とみられる本堂跡を中心に、南に山門、北東に池、東に塔の跡が残る。寺跡からは土師器、須恵器、珠洲などの陶片が出土している。